# Recorded Music NZ
A Recorded Music NZ é uma associação profissional sem fins lucrativos de produtores, distribuidores e artistas musicais na Nova Zelândia. 

## Paradas de vendas
A Recorded Music NZ publica as paradas oficiais de álbuns e singles da Nova Zelândia. O Top 40 Singles consiste em dados de vendas de singles e rádio (airplay), ambos com um valor de 50%.
Também publica um ranking anual de singles e álbuns lançados no país. A posição á atribuída por um simples sistema de pontuação, em que o número #1 em uma semana recebe 50 pontos, o número #2 recebe 49 pontos e assim por diante. Desso modo, todas as semanas são adicionadas.
Por exemplo, uma música que permanece na #1 por duas semanas recebe 100 pontos (50+50 = 100)

## Certificações
Um single ou álbum ganha certificação de Platina se tiver vendas superiores a 15.000 e a de Ouro se forem superiores a 7.500.
Para DVDs (antigamente vídeos) um Ouro representada 2.500 cópias e a Platina, 5.000.
| Álbuns e Singles | Álbuns e Singles | DVDs  | DVDs    |
| ---------------- | ---------------- | ----- | ------- |
| Ouro             | Platina          | Ouro  | Platina |
| 7.500            | 15.000           | 2.500 | 5.000   |